# Murillo el Fruto
Murillo el Fruto és un municipi de Navarra, a la comarca de Ribera Arga-Aragón, dins la merindad d'Olite. Limita al nord amb Uxue, al sud amb Carcastillo i a l'est amb Santacara.
La paraula «murillo» té a veure amb muralla, mentre que l'epítet «Fruto», que en el segle xiii consta com freyto, sembla derivar de fractus, trencat, derruït. El castell va ser una important fortalesa del segle ix construïda sobre un pujol al nord de la vila i que va perdurar fins que en 1516 fos derruïda per ordre del cardenal Cisneros per a mantenir la recent Conquesta de Navarra. Queden algunes restes dels murs i de la torrassa. L'església de Santa María és un edifici renaixentista del segle xvi que es va aixecar sobre altre edifici del segle xiii del que queden restes en la capella sobre la qual s'alça la torre. Destaca el gran llenç manierista de San Miguel i el cadirat barroc procedent del monestir de La Oliva. Entre les construccions civils, acomodades al cèrcol del castell hi ha interessants exemplars dels segles xvi, xvii i xviii, algunes blasonades i palatines.

## Etimologia[1]
El nom Murillo el Fruto ha causat complicacions a l'hora d'interpretar el seu origen etimològic. Es confon el segon mot (Fruto) amb el fruit que donen les plantes. Gràcies als documents d'esglésies navarres datats al segle xi, s'ha pogut deduir l'etimologia exacta del nom.
La primera part del topònim correspon a una adaptació del mot llatí murus, que amb el temps ha anat canviant la seva forma en els diferents països de parla romanç.
Considerant el diminutiu murellus (“parvus murus”, petit mur o paret) trobem l'origen de la paraula Murillo. Després d'algunes vacil·lacions es va derivar a l'actual Murillo. Dins la mateixa Comunitat Foral trobem municipis amb noms similars: Murillo el Cuende, Murillo de Yerri, Murillo de las Limas… A altres comunitats també consten poblacions amb noms derivats d'aquests mots: Murillo de Calahorra, Murillo de Río Leza, Murillo de Aliena…
La segona part del nom (Fruto) va causar controversia durant el seu estudi. No es tracta del mot llatí fructus, fruit, sinó de la paraula fractum, trencat. Es considera que a Navarra i Aragó va haver-hi grans variacions d'aquesta paraula, passant per les formes freto, freito, frito, fruyto i l'actual Fruto.
Els historiadors van deduir que la segona part del topònim va ser afegida com un adjectiu per diferenciar el poble dels mencionats anteriorment amb noms similars.

## Demografia
La primera dada registrada sobre la població del municipi indica que l'any 1900 hi havien 875 persones empadronades. Segons els estudis demogràfics de l'INE, a 1 de gener de 2019 hi havia 639 habitants, nombre igual que l'any 2018.
| Evolució de la població des de 1900 fins 2019 |       |       |       |
| Any                                           | Homes | Dones | Total |
| 2019                                          | 346   | 293   | 639   |
| 2018                                          | 340   | 299   | 639   |
| 2017                                          | 313   | 290   | 603   |
| 2016                                          | 314   | 300   | 614   |
| 2015                                          | 329   | 305   | 634   |
| 2014                                          | 329   | 311   | 640   |
| 2013                                          | 348   | 322   | 670   |
| 2012                                          | 352   | 331   | 683   |
| 2011                                          | 367   | 339   | 706   |
| 2010                                          | 371   | 343   | 714   |
| 2009                                          | 389   | 341   | 730   |
| 2008                                          | 392   | 352   | 744   |
| 2007                                          | 381   | 361   | 742   |
| 2006                                          | 391   | 364   | 755   |
| 2005                                          | 384   | 362   | 746   |
| 2004                                          | 386   | 362   | 748   |
| 2003                                          | 384   | 365   | 749   |
| 2002                                          | 380   | 370   | 750   |
| 2001                                          | 379   | 372   | 751   |
| 2000                                          | 374   | 376   | 750   |
| 1999                                          | 373   | 379   | 752   |
| 1998                                          | 375   | 380   | 755   |
| 1996                                          | 389   | 390   | 779   |
| 1995                                          | 416   | 400   | 816   |
| 1994                                          | 422   | 407   | 829   |
| 1993                                          | 419   | 403   | 822   |
| 1992                                          | 421   | 409   | 830   |
| 1991                                          | 423   | 414   | 837   |
| 1990                                          | 445   | 430   | 875   |
| 1989                                          | 446   | 440   | 886   |
| 1988                                          | 446   | 437   | 883   |
| 1987                                          | 449   | 436   | 885   |
| 1986                                          | 453   | 436   | 889   |
| 1981                                          | 0     | 0     | 935   |
| 1970                                          | 0     | 0     | 1.156 |
| 1960                                          | 0     | 0     | 1.362 |
| 1950                                          | 0     | 0     | 1.238 |
| 1940                                          | 0     | 0     | 1.255 |
| 1930                                          | 0     | 0     | 1.331 |
| 1920                                          | 0     | 0     | 1.168 |
| 1910                                          | 0     | 0     | 1.010 |
| 1900                                          | 0     | 0     | 875   |

Dades publicades també per l’INE (datades a 2019) sobre l'origen dels habitants de Murillo el Fruto: un 39,28% (251 persones) havien nascut al propi municipi respecte un 43,35% que han emigrat d'altres poblacions d'Espanya. D'aquests immigrants, un 34,43% (220) han vingut d'altres parts de Navarra i un 8,92% (57) provenen d'altres comunitats autònomes. El percentatge restant d'habitants correspon a un 17,37% (111) que han immigrat des d'altres països.

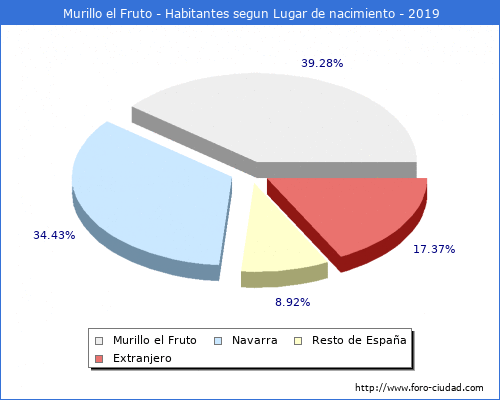
Lloc de naixement dels habitants de Murillo

Aquests aspectes han variat des del segle XX. En el gràfic de línies adjunt es mostra aquesta evolució.

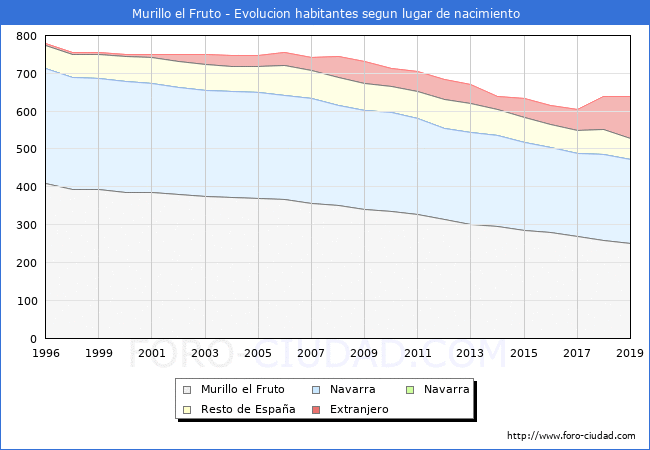
Evolució del lloc de naixement de la població de Murillo des de l'any 1996

El nombre d'habitants procedents de fora de l'Estat Espanyol ha augmentat a 111 durant el 2019. D'aquests 111:
- 73 habitants, 39 homes i 34 dones són nascuts a Amèrica.
- 29 habitants, 23 homes i 6 dones són nascuts a l'Àfrica.
- 9 habitants, 3 homes i 6 dones són nascuts a Europa.

El gràfic de sectors adjunt mostra aquesta proporció.
| Habitants segons país de naixement |      |            |
| País                               | 2019 | Dif (2018) |
| Bulgària                           | 2    | 0          |
| França                             | 2    | 0          |
| Alemanya                           | 2    | 0          |
| Marroc                             | 29   | 17         |
| Cuba                               | 2    | 0          |
| Argentina                          | 2    | 0          |
| Bolívia                            | 43   | 2          |
| Xile                               | 1    | 0          |
| Equador                            | 6    | 0          |
| Paraguai                           | 1    | 0          |
| Altres                             | 21   | 5          |

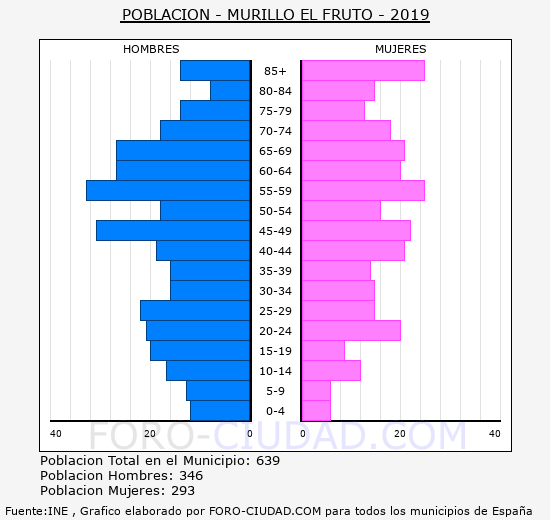
Piràmide de població Murillo el Fruto, any 2019

Analitzant l'edat dels habitants del municipi, L'INE indica que la mitjana d'edat dels habitants de Murillo el Fruto al 2019 era de 47,60 anys, 1,30 anys menys que fa un lustre, que era de 48,90 anys.
La piràmide de població adjunta i la taula següent mostren quants habitants de cada sexe i edat hi havia al 2019 al municipi.
| Població de Murillo el Fruto per sexe i edat 2019 |       |       |       |
| Edat                                              | Homes | Dones | Total |
| 0-5                                               | 12    | 6     | 18    |
| 5-10                                              | 13    | 6     | 19    |
| 10-15                                             | 17    | 12    | 29    |
| 15-20                                             | 20    | 9     | 29    |
| 20-25                                             | 21    | 20    | 41    |
| 25-30                                             | 22    | 15    | 37    |
| 30-35                                             | 16    | 15    | 31    |
| 35-40                                             | 16    | 14    | 30    |
| 40-45                                             | 19    | 21    | 40    |
| 45-50                                             | 31    | 22    | 53    |
| 50-55                                             | 18    | 16    | 34    |
| 55-60                                             | 33    | 25    | 58    |
| 60-65                                             | 27    | 20    | 47    |
| 65-70                                             | 27    | 21    | 48    |
| 70-75                                             | 18    | 18    | 36    |
| 75-80                                             | 14    | 13    | 27    |
| 80-85                                             | 8     | 15    | 23    |
| 85-                                               | 14    | 25    | 39    |
| Total                                             | 346   | 293   | 639   |

## Climatologia[5]
El clima correspon al mediterrani-continental, amb hiverns freds i estius calorosos.
El mes més calorós de l'any és el juliol, amb una temperatura mitjana de 22,6° i el més fred és el gener, amb 4,8° de mitja. El récord de la temporada més freda al municipi correspon a cinquanta-tres dies continus amb una temperatura mínima de 0° o menor.
Les precipitacions a la zona són escasses i més abundants durant la primavera i la tardor. El mes d'hivern és més sec que l'estiu, ja que durant aquest últim són habituals les tempestes locals. De mitja es contabilitzen 90 dies a l'any amb precipitacions.
Els vents tenen importància a tota la comarca en la que se sitúa el municipi. Els més freqüents són el mestral (prové del nord o nord-oest) i el xaloc (prové del sud o sud-est). El mestral és fred a l'hivern i refrescant a la resta d'estacions, però sempre violent i sec. El xaloc, menys freqüent, és càlid i sec a l'estiu. Ambdós vents generen situacions de sequera que en una regió amb poques precipitacions provoca conseqüències greus en les collites i l'agricultura
La hidrografia es redueix al riu Aragó, que ve de del nord i es dirigeix cap al sud.

## Política
Les eleccions municipals de Murillo el Fruto mostren una decantació potent cap a dos partits polítics: NA+ (Navarra Suma) i AIM (Agrupación Independiente Murillo).
L'escrutini de les eleccions del 2019 va deixar les següents dades
| Resum escrutini Murillo el Fruto 2019 |         |
| Escrutat                              | 100,00% |
| Escons                                | 7       |
| Cens                                  | 488     |
| Participació                          | 82,79%  |
| Vots totals                           | 404     |
| Abstencions                           | 84      |
| Vots nuls                             | 12      |
| Vots blancs                           | 7       |

L'escrutini de l'any 2015 va deixar les següents dades
| Resum escrutini Murillo el Fruto 2015 |        |
| Escons                                | 7      |
| Cens                                  | 533    |
| Participació                          | 84,05% |
| Vots totals                           | 448    |
| Abstencions                           | 85     |
| Vots nuls                             | 7      |
| Vots blancs                           | 8      |

La taula següent compara aquestes dues convocatòries
|       |         | 2019   | 2019    | 2019   | 2015   | 2015    | 2015   |
|       | Partits | Escons | Nº vots | % vots | Escons | Nº vots | % vots |
| ----- | ------- | ------ | ------- | ------ | ------ | ------- | ------ |
| 9,53% | AIM     | 4      | 219     | 56,88% | 4      | 229     | 51,93% |
| -     | NA+     | 3      | 166     | 43,12% | -      | -       | -      |
| -     | UPN     | -      | -       | -      | 3      | 196     | 44,44% |
| -     | PP      | -      | -       | -      | 0      | 8       | 1,81%  |

Així doncs, des del 26 de maig de 2019 l'alcaldessa de la vila és Maria Aránzazu (Arancha) Murillo Tanco, representant del partit AIM (Agrupacion Independiente Murillo).

## Edificis i arqueologia[1]

### El castell medieval[1]
Actualment el poble es troba als peus d'un turó anomenat popularment Altobarrio (Otobarrio al segle xvi). Antigament el municipi es trobava a dalt d'aquest turó.
Els antics pobladors de la vila van construir un castell celtibèric, és a dir pre-romà, a al cim d'aquest turó. Es tracta de la clàssica fortalesa aïllada posicionada en un lloc dominant, per la defensa i la vigilància de la zona. Tot i que se sap poc sobre la fortificació, usualment es descriu com una “torrassa consistent rodejat de muralles i cubs cilíndric”.
A finals del segle XIV i durant el segle següent es produeix la feudalització dels castells. D'aquesta forma passen a mans de nobles a qui el rei vol agrair els seus serveis, a canvi de fidelitat i defensa. Els castells passen a ser senyorials.
L'any 1380, el rei Carles II va concedir la vila i el castell a Joan de Bearn, considerant els seus agradables serveis.
Cinc anys més tard, el mateix rei concedeix el castell de Murillo el Fruto a Ramonet de Sort.
El 15 de març de 1387, Carles III, fa donació del castell i la vila a Bertran de Lacarra. Aquest va mantenir la propietat fins a la seva mort, que va ser l'any 1434.
L'any 1447, el Príncep de Viana va donar totes les terres i castells de Santacara, Murillo el Fruto i Mélida a Joan de Beaumont.
Durant els enfrontaments entre agramontesos i beaumontesos l'any 1469, el mariscal Pedro de Navarra pren possessió del castell de Murillo.
Finalitzada la conquesta de Navarra, cap al 1512, el castell rep el mateix destí que la gran majoria de petites fortaleses sense cap valor defensiu. Ferran el Catòlic va manar la destrucció d'aquest tipus de construccions.
Les pedres i altres materials obtinguts de tal destrucció van ser utilitzats per començar la construcció del poble als peus del turó.
Les restes actuals inclouen part de la torre d'homenatge i dos torres circulars més petites unides per un mur d'uns 10 metres de llargada. Totes aquestes resten donen indicis que es tractava d'una fortalesa de dimensions petites.
Amb motius religiosos i de conservació de les restes, durant juny de l'any 1957 es va arreglar la torre principal i s'hi va col·locar una imatge de pedra del Sagrat Cor de Jesús.
Actualment, i des de fa molts any, l'escut del poble conté la imatge d'aquest castell al seu centre.

### L'església de Santa Maria i els edificis que la van precedir[1]

#### Església de Sant Andreu
La primera església del poble correspon a la dedicada a Sant Andreu, de la qual es tenen només algunes notícies indirectes. Hauria estat situada dins del castell medieval de l'antic poblat al turó.

#### Església de la Beata Verge
L'església de la Beata Verge Maria és la primera de la que es té documentació oficial. Aquesta es va construir cap el 1467 al monticle, juntament amb el poblat i el castell. Quan el poble es va desplaçar al peu del turó, l'església va ser abandonada juntament amb la fortalesa i la resta de construccions. Tot i això, el nom no va ser oblidat, ja que es va bautitzar l'església actual del poble amb aquest mateix nom.

#### Capella de Sant Jaume
No es sap la data exacta de la construcció, però es coneix de la seva existència des del segle xvi. L'església o capella era d'estil protogòtic i estaria situada al mateix lloc que l'actual església de Santa Maria del poble. Per aquest motiu, les restes dels materials que es van obtenir després de la destrucció de la capella van ser utilitzats per construir l'església actual.

#### Església de Santa Maria
El contracte per construir aquesta nova església es va signar dins la capella de Sant Jaume, el 5 de febrer de 1528. Aquest contracte atorga la responsabilitat arquitectònica de la construcció a Juan López de Gorta, de les terres de Guipúzcoa. El tracte incloïa les característiques que hauria de tenir l'estructura. S'indica, per exemple, la llargada i l'amplada en peus, el tipus de finestres, la preparació de l'interior per poder celebrar litúrgies, etc…
El poble li va cedir les restes de la fortalesa derruïda per tal que pogués construir allò que fes falta.
Un any més tard, el 1529, comencen les obres de construcció de l'església.
Dos anys després, el 1530, el bisbe Don Martín de Rada I concedeix una llicència especial als treballadors de la construcció. Els permet continuar treballant en la obra els diumenges, en vista del fort retard que portaven.
Les obres continuen a un ritme lent, amb reformes dels plans de construcció els anys 1548 i 1559. Es va afegir una capella a l'església, amb un altar per Sant Blas i un per Sant Joan. Això va provocar fortes queixes entre els habitants del poble, que desitjaven que l'església pogués ser utilitzada el més aviat possible.
Per fi, l'any 1581, cinquanta-tres anys després de signar el contracte, l'església es dona per finalitzada.
Tot i que hi ha hagut nombroses reformes a l'església al llarg dels anys, encara ara s'utilitza per celebrar els actes religiosos de la comunitat.

## Festivitats i tradicions

### Romeria a Ujué[7]
Aquesta celebració religiosa és un dels dies més importants en la vida comunitària de Murillo. Se celebra el diumenge següent a la festivitat de Sant Marc (25 d'abril). Es tracta d'un pelegrinatge que realitzen els habitants de la Merindad d'Olite. El destí és el santuari de Nostra Senyora de Ujué i l'objectiu és adorar la imatge de la Verge Maria, donar gràcies, demanar perdó i demanar favors. Suposa un acte de penitència i un sacrifici pels fidels cristians, que participen tant en la processó com en la litúrgia.
Les celebracions religioses donen pas a la jornada de convivència on es gaudeix de productes locals (garrapiñadas de Ujué, rosquillas de sartén, migas de pastor…), es canta i se celebren activitats típiques de la zona.
La imatge de la Verge Maria que els pelegrins adoren és una talla única elaborada amb fusta cap el 1190. Carles II el Dolent, de la Casa d'Evreux, va manar folrar la obra en plata al segle xiv. Tal era la seva devoció per la Verge de Ujué que va demanar que el seu cor reposés al costat de la imatge, i així ho fa a l'arca situada als peus de Nostra Senyora de Ujué.

### Elsquintos[1]
Aquesta tradició és una de les més importants tant al municipi com a tota la comunitat foral de Navarra. Es tracta de celebrar la majoria d'edat dels joves del poble, que abans era als 21 anys i ara és als 18.
Per festejar-ho es fan, principalment, dos actes populars en diferents dies de l'any.
El primer, al maig, abans de la Romeria a Ujué. Els quintos de l'any planten un pollancre a la casagrande, edifici de l'Ajuntament del poble.
El segon es basa en el protagonisme d'aquests joves durant les festes patronals del poble. El dia del chupinazo, els quintos serveixen l'esmorzar popular, que consta d'entrepans de xistorra i diferents tipus de vi.
A banda d'aquest dia, també se’ls hi dedica un sencer, anomenat el Dia de los Quintos. Durant aquest dia el grup de joves celebren tant com poden la seva majoria d'edat, amb actes que inclouen un passeig taurí amb xaranga, la carrossa de las manolas, el toreig d'una o dues vaquetes i la recollida a voluntat de diners. En aquesta recollida el poble llança monedes als joves per donar gràcies per l'espectacle, i amb aquests diners els quintos paguen les celebracions que organitzen.
Aquest joves també són els encarregats de cantar els nombres del bingo que se celebra cada nit al Centre Sociocultural del poble, durant la revetlla.
La resta de les celebracions són personals de cada quintada (promoció), que decideixen de quina manera volen celebrar la seva majoria d'edat.

### Lesauroras[1]
Les auroras són una tradició estesa en diferents municipis d'Espanya. Durant aquesta celebració es canten un seguit de càntics religiosos dedicats al Sant del dia que se celebra. Durant la matinada, els auroros surten a recórrer el poble il·luminats amb un fanalet o una llum d'oli, anunciant el fi i el principi dels cants amb una campaneta.
En principi són només homes, tot i que avui dia el cor musical del poble inclou tant homes com dones, majoritàriament d'edats avançades.
Concretament a Murillo el Fruto, aquesta tradició es manifesta ja des del segle xix. Va mantenir la seva importància fins a la primera dècada del segle xx, cap al 1908.
La tradició es va perdre durant quaranta anys, amb l'excepció de la matinada del 29 de setembre de 1959.
Uns anys més tard, animats per les agrupacions dels pobles veïns, un nou grup d'auroros locals restauren la tradició. El dia 12 d'abril de 1998, amb motiu de la Pasqua de Resurrecció, surten a cantar auroras. Des de llavors surten també en dates com el dia de la Immaculada Concepció.
A part de cantar al propi municipi, aquests grups religiosos es desplacen també als pobles propers per cantar les seves celebracions locals. A Carcastillo canten el primer diumenge d'octubre per celebrar les festes del Rosari i a Santacara el 15 d'agost per celebrar l'Assumpció. Els tres grups d'auroros d'aquests pobles acudeixen a Murillo el 21 d'octubre per cantar a Santa Úrsula.

### Caçar gambutzins[10]
Els gambutzins provenen de la mitologia catalana, i són uns animals que s'utilitzen per gastar bromes, ja que no existeixen.
Tot i que és una broma que es gasta en molts llocs de la península Ibèrica, a Murillo té una especial importància.
Els locals la gasten als amics que venen a passar temporades al poble, però que no hi viuen tot l'any. Tota la colla puja al Altobarrio (turó del poble) amb l'objectiu de caçar aquests animalons, que en veritat no existeixen. Se li dona un sac al foraster per tal que caci els gambutzins, que ell creu que són reals. La resta de la colla marxen, dient que van a espantar els gambutzins per tal que corrin en a la seva direcció. En veritat el que estan fent és baixar el turó i tornar cap al poble, deixant el seu amic sol, de nit i sense saber què està passant.
Tot i que la broma abans era més usual, tampoc es gastava tant com ara creiem que es feia.

## Club Esportiu Murillo[1]
El futbol representa gran part de la personalitat de Murillo el Fruto. El municipi té un equip propi, amb molts anys d'història al darrere.
El 4 de maig de 1928 es presenten a l'Ajuntament del municipi els representants de l'equip “Club Deportivo Rosique” de la vila. Fermin Loidi, Jesús Urrutia, Víctor Napal, Luciano Loidi i Santiago Ausejo sol·licitaven la construcció d'un camp de futbol (foot vall en els escrits recuperats d'aquella època) per la pràctica d'aquest esport, que ja s'estenia per la zona i que tant furor estava causant en aquells anys. Fins llavors el poble només disposava d'una pista per jugar a “pilota” on, segons la gent del municipi, no es podia jugar amb llibertat. La petició va sorgir quan els habitants de Murillo van veure que la resta de pobles de la zona gaudien els seus camps de futbol ben equipats.
La proposta és acceptada per l'Ajuntament, que decideix subvencionar l'equip amb 100 pessetes, comprometent-se també a buscar possibles terrenys pel nou camp.
Poc temps després s'entrega al club un tros de terreny comunal i les fustes necessàries per fer les porteries. El camp s'inaugura a principis de juliol de 1928, amb un partit contra l'Unión Club Rada, del municipi veí de Caparroso. El club passa a dir-se Club Deportivo Murillo, ja que l'anterior nom feia referència a l'alcalde del moment, i el club havia passat a ser una associació de tot el poble.
A partir d'aquest moment l'equip ha tingut èpoques de desaparició i el camp ha sigut traslladat varies vegades.
A principis de gener del 1929, el president del club, Esteban Moleres, va presentar una petició per construir un camp més proper a la vila. La petició va ser acceptada i es va construir un nou camp.
A mesura que avança el temps l'equip va millorant el seu nivell, fins que va desaparèixer abans de la Guerra Civil. L'últim partit del que es té registre correspon al dia 20 d'abril de 1934, jugat contra l'Sporting de Mélida, municipi veí de Murillo.
Quinze anys més tard reapareix l'equip, ara sota el nom de Murillés. Juguen una temporada la Copa de la Ribera (competició de la zona). Aquesta segona etapa de l'equip dura poc temps degut a retirades dels jugadors. La superfície que ocupava el camp es va utilitzar per construir el primer grup de cases barates.
Durant la dècada dels seixanta es juguen alguns partits concertats amb pobles veïns, sempre als seus camps, amb equipació prestada i amb un conjunt de joves que intentaven imitar l'equip del poble.
Passat un temps, la necessitat de tenir un camp de futbol al poble era ja massa obvia. El 27 d'abril de 1970 tres joves es presenten a l'Ajuntament demanant un terreny on poder construir un nou camp. L'Ajuntament els cedeix un terreny proper a les sitges de la Cooperativa Agrícola del poble. Comencen les obres amb col·laboracions dels veïns i dels tractors que aquests tenien. El camp va resultar ser una mica petit i amb un terra pedregós, i el poble va anomenar “La Cantera”. Encara avui, a 2020, els veïns segueixen referint-se així al camp.
Tot i les dificultats i canvis pels que ha passat el club, continua sent una de les principals aficions del poble i l'equip és un orgull pels habitants de Murillo el Fruto.